# Panem
Panem är ett fiktivt land, det enda som finns kvar av Nordamerika i bokserien Hungerspelen skriven av Suzanne Collins. President Snow styr landet. Det finns totalt tretton distrikt och en huvudstad. Huvudstaden har all kontroll över landet och invånarna lever flotta liv med mycket pengar och fokus på färd och underhållning. Deras utstyrslar är löjligt extravaganta och färgglada. Invånarna i de tolv befolkade distrikten däremot lever som fångar i sina egna områden, vart och ett specialiserat på en specifik naturtillgång eller produktionsindustri. Invånarna i distrikt ett och två lever något bättre än befolkningen i de övriga där de flesta människor lever enkla liv i fattigdom. Huvudpersonen Katniss Everdeen bor i distrikt 12 som sysslar med kolbrytning. Distrikt 13 sägs vara utplånat efter ett uppror. Men i andra boken Fatta eld får man veta att distrikt 13 finns kvar hemligt under marken.